# Montérolier
Montérolier est une commune française située dans le département de la Seine-Maritime en région Normandie.

## Géographie

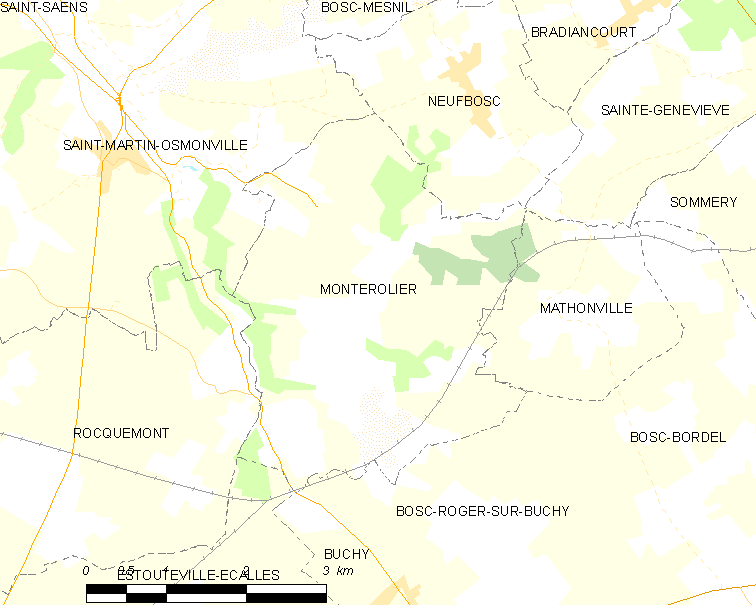
Carte de la commune.

### Localisation
Montérolier est située dans le pays de Bray.
Le bourg est à 7 km de Buchy et de Saint-Saëns et à 15 km de Neufchâtel-en-Bray.

### Communes limitrophes
| Saint-Martin-Osmonville | Neufbosc    | Sainte-Genevieve     |
| Rocquemont              | Montérolier | Mathonville          |
| Estouteville-Écalles    | Buchy       | Bosc-Roger-sur-Buchy |

### Hydrographie
La commune est située dans le bassin Seine-Normandie. Elle n'est drainée par aucun cours d'eau,.

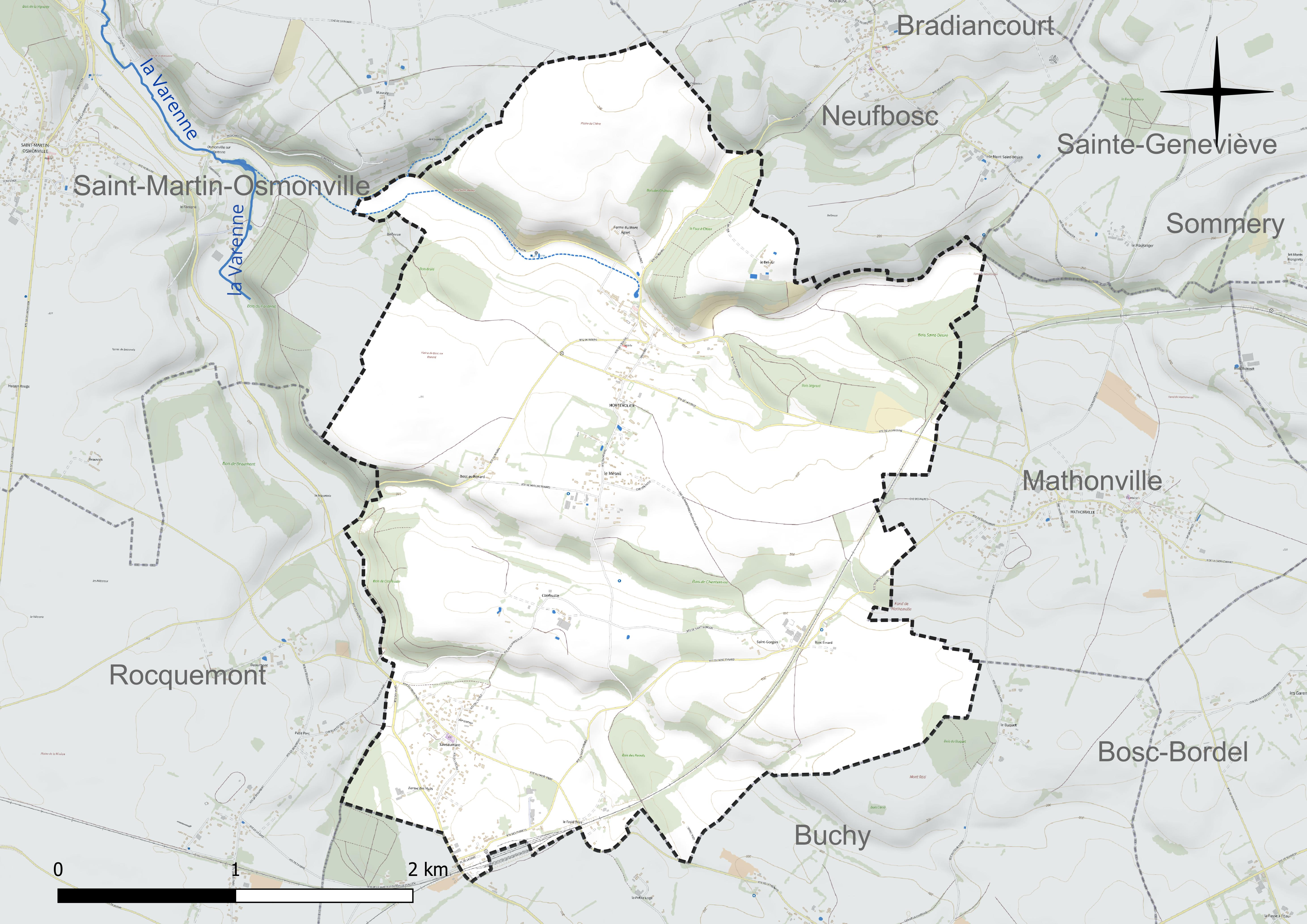
Réseau hydrographique de Montérolier.

### Climat
Pour des articles plus généraux, voir Climat de la Normandie et Climat de la Seine-Maritime.
En 2010, le climat de la commune est de type climat océanique dégradé des plaines du Centre et du Nord, selon une étude du CNRS s'appuyant sur une série de données couvrant la période 1971-2000. En 2020, Météo-France publie une typologie des climats de la France métropolitaine dans laquelle la commune est exposée à un climat océanique et est dans la région climatique Côtes de la Manche orientale, caractérisée par un faible ensoleillement (1 550 h/an) ; forte humidité de l’air (plus de 20 h/jour avec humidité relative > 80 % en hiver), vents forts fréquents. Parallèlement le GIEC normand, un groupe régional d’experts sur le climat, différencie quant à lui, dans une étude de 2020, trois grands types de climats pour la région Normandie, nuancés à une échelle plus fine par les facteurs géographiques locaux. La commune est, selon ce zonage, exposée à un « climat maritime », correspondant au Pays de Caux, frais, humide et pluvieux, légèrement plus frais que dans le Cotentin.
Pour la période 1971-2000, la température annuelle moyenne est de 10,1 °C, avec une amplitude thermique annuelle de 14,5 °C. Le cumul annuel moyen de précipitations est de 907 mm, avec 13,7 jours de précipitations en janvier et 8,8 jours en juillet. Pour la période 1991-2020, la température moyenne annuelle observée sur la station météorologique la plus proche, située sur la commune de Bouelles à 14 km à vol d'oiseau, est de 10,7 °C et le cumul annuel moyen de précipitations est de 838,4 mm,. Pour l'avenir, les paramètres climatiques de la commune estimés pour 2050 selon différents scénarios d’émission de gaz à effet de serre sont consultables sur un site dédié publié par Météo-France en novembre 2022.

## Urbanisme

### Typologie
Au 1er janvier 2024, Montérolier est catégorisée commune rurale à habitat dispersé, selon la nouvelle grille communale de densité à sept niveaux définie par l'Insee en 2022.
Elle est située hors unité urbaine. Par ailleurs la commune fait partie de l'aire d'attraction de Rouen, dont elle est une commune de la couronne,. Cette aire, qui regroupe 317 communes, est catégorisée dans les aires de 200 000 à moins de 700 000 habitants,.

### Occupation des sols
L'occupation des sols de la commune, telle qu'elle ressort de la base de données européenne d’occupation biophysique des sols Corine Land Cover (CLC), est marquée par l'importance des territoires agricoles (86,2 % en 2018), une proportion identique à celle de 1990 (86,2 %). La répartition détaillée en 2018 est la suivante : 
terres arables (50,3 %), prairies (25,5 %), forêts (13,8 %), zones agricoles hétérogènes (10,4 %). L'évolution de l’occupation des sols de la commune et de ses infrastructures peut être observée sur les différentes représentations cartographiques du territoire : la carte de Cassini (XVIIIe siècle), la carte d'état-major (1820-1866) et les cartes ou photos aériennes de l'IGN pour la période actuelle (1950 à aujourd'hui).

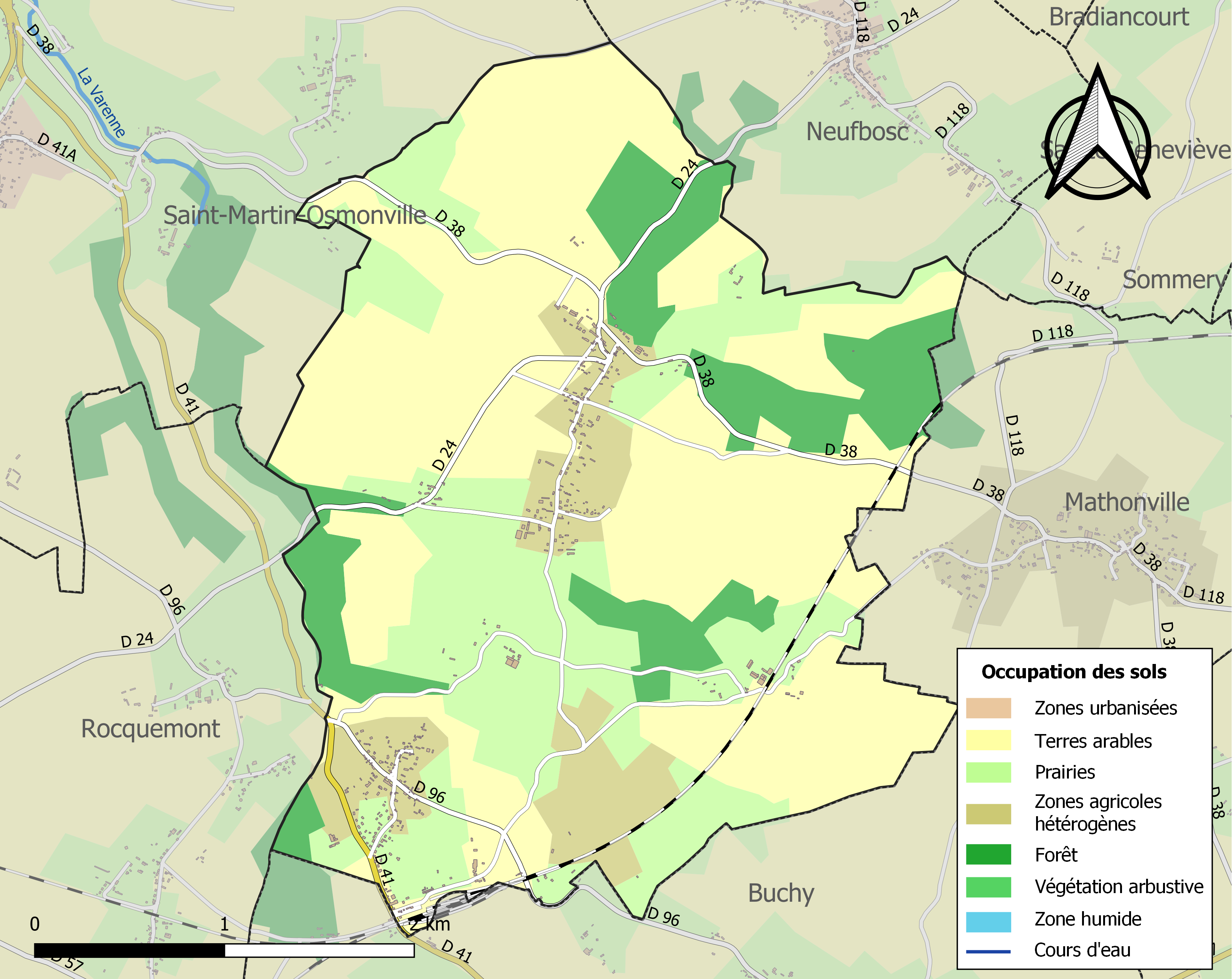
Carte des infrastructures et de l'occupation des sols de la commune en 2018 (CLC).

### Voies de communication et transports
- Routes
  - L'accès à l'A28 est à 10 km.
  - Celui à l'A29 en direction du Havre est à 8 km.
- Voie de fer

La commune est desservie par la gare de Montérolier-Buchy, qui n'est plus qu'une halte sans personnel, située au hameau de Saveaumare, et qui constituait une biffurcation entre la ligne de Saint-Roch à Darnétal-Bifurcation et l'ancienne Ligne de Montérolier - Buchy à Saint-Saëns. Elle est desservie par les trains TER Normandie (ligne de Rouen à Amiens et à Lille-Flandres).
.

## Toponymie
Le nom de la localité est attesté sous la forme Monasterio Odilerii vers 1022 et 1026.
Toponyme issu des formes diminutives *monasterellum, * monastellum ou *monasteriolum, « petit monastère », « petite église ».

## Histoire
La gare de Montérolier - Buchy a été durement bombardée pendant la Seconde Guerre mondiale, du fait qu'elle contrôlait une bifurcation et que la ligne d'Amiens à Rouen avait une grande importance pour l'armée allemande. Une plaque édifiée sur le parvis de la gare rappelle qu'un centre y fonctionna d'avril 1945 à juillet 1945 pour accueillir les déportés, les prisonniers et les requis du STO rapatriés de l'Allemagne nazie.
Le 21 juin 1995, un drame dans la grotte de Clairefeuille (près de Buchy) fait neuf morts. Des enfants jouèrent dans une grotte creusée en 1944 par la Wehrmacht pour y stocker des munitions et des pièces de bombes volantes (V1). Ils allumèrent un feu, 3 enfants meurent asphyxiés au monoxyde de carbone, ainsi que les 6 adultes qui leur portèrent secours (quatre pompiers, le père de deux des enfants dans la grotte et un spéléologue). Des familles de victimes remettent en cause la thèse officielle et supposent que les morts sont causés par une intoxication au cyanure, due aux gaz et munitions stockés là par les Allemands.

## Politique et administration

### Rattachements administratifs et électoraux
Rattachements administratifs
La commune se trouve depuis 1926 dans l'arrondissement de Dieppe du département de la Seine-Maritime.
Elle faisait partie depuis 1793 du canton de Saint-Saëns. Dans le cadre du redécoupage cantonal de 2014 en France, cette circonscription administrative territoriale a disparu, et le canton n'est plus qu'une circonscription électorale.
Rattachements électoraux
Pour les élections départementales, la commune fait partie depuis 2014 du canton de Neufchâtel-en-Bray
Pour l'élection des députés, elle fait partie depuis 2012 de la dixième circonscription de la Seine-Maritime.

### Intercommunalité
La commune était membre de la petite communauté de communes de Saint-Saëns-Porte de Bray, un établissement public de coopération intercommunale (EPCI) à fiscalité propre créé en 1994.
Dans le cadre de l'approfondissement de la coopération intercommunale prescrit par la Loi portant nouvelle organisation territoriale de la République (Loi NOTRe) du 7 août 2015, celle-ci a fusionné avec sa voisine pour former, le 1er janvier 2017, la communauté de communes dénommée Communauté Bray-Eawy, dont Montérolier est désormais membre.

### Liste des maires
| Période                                  | Période                   | Identité               | Étiquette | Qualité                                                       |
| ---------------------------------------- | ------------------------- | ---------------------- | --------- | ------------------------------------------------------------- |
| Les données manquantes sont à compléter. |                           |                        |           |                                                               |
| 1855                                     | ?                         | Louis Narcisse Rasset  |           | Propriétaire, conseiller d'arrondissement                     |
|                                          |                           | Alexandre Saint-Aubin  |           |                                                               |
|                                          |                           | Louis Lemarié          |           | Chevalier du Mérite agricole                                  |
| 195X                                     |                           | Roberge                |           |                                                               |
| 19XX                                     | février 1998              | Anfry                  |           |                                                               |
| Les données manquantes sont à compléter. |                           |                        |           |                                                               |
| 1998                                     | mars 2001                 | Pierre Dagaud          |           | Retraité de La Poste                                          |
| mars 2001                                | mai 2020                  | Yvette Lorand-Pasquier | UDI       | Conseillère départementale de de Neufchâtel-en-Bray (2015 → ) |
| mai 2020 ,                               | En cours (au 29 mai 2020) | Hervé Hunkeler         |           | Chargé de cours à l’université de Rouen                       |

## Population et société

### Démographie
L'évolution du nombre d'habitants est connue à travers les recensements de la population effectués dans la commune depuis 1793. Pour les communes de moins de 10 000 habitants, une enquête de recensement portant sur toute la population est réalisée tous les cinq ans, les populations de référence des années intermédiaires étant quant à elles estimées par interpolation ou extrapolation. Pour la commune, le premier recensement exhaustif entrant dans le cadre du nouveau dispositif a été réalisé en 2008.

En 2022, la commune comptait 603 habitants, en évolution de +1,17 % par rapport à 2016 (Seine-Maritime : +0,35 %, France hors Mayotte : +2,11 %).
| 1793 | 1800 | 1806 | 1821 | 1831 | 1836 | 1841 | 1846 | 1851 |
| ---- | ---- | ---- | ---- | ---- | ---- | ---- | ---- | ---- |
| 640  | 725  | 643  | 591  | 560  | 541  | 540  | 535  | 481  |

| 1856 | 1861 | 1866 | 1872 | 1876 | 1881 | 1886 | 1891 | 1896 |
| ---- | ---- | ---- | ---- | ---- | ---- | ---- | ---- | ---- |
| 455  | 415  | 436  | 567  | 624  | 608  | 507  | 501  | 475  |

| 1901 | 1906 | 1911 | 1921 | 1926 | 1931 | 1936 | 1946 | 1954 |
| ---- | ---- | ---- | ---- | ---- | ---- | ---- | ---- | ---- |
| 505  | 503  | 524  | 501  | 502  | 540  | 531  | 491  | 456  |

| 1962 | 1968 | 1975 | 1982 | 1990 | 1999 | 2006 | 2008 | 2013 |
| ---- | ---- | ---- | ---- | ---- | ---- | ---- | ---- | ---- |
| 459  | 419  | 367  | 398  | 417  | 500  | 515  | 519  | 578  |

| 2018 | 2022 | - | - | - | - | - | - | - |
| ---- | ---- | - | - | - | - | - | - | - |
| 596  | 603  | - | - | - | - | - | - | - |

### Enseignement
La commune comporte deux écoles[Quand ?], ce qui est exceptionnel pour une commune rurale de cette taille. L'une est située au bourg et l'autre au hameau de Saveaumare[réf. nécessaire].

## Culture locale et patrimoine

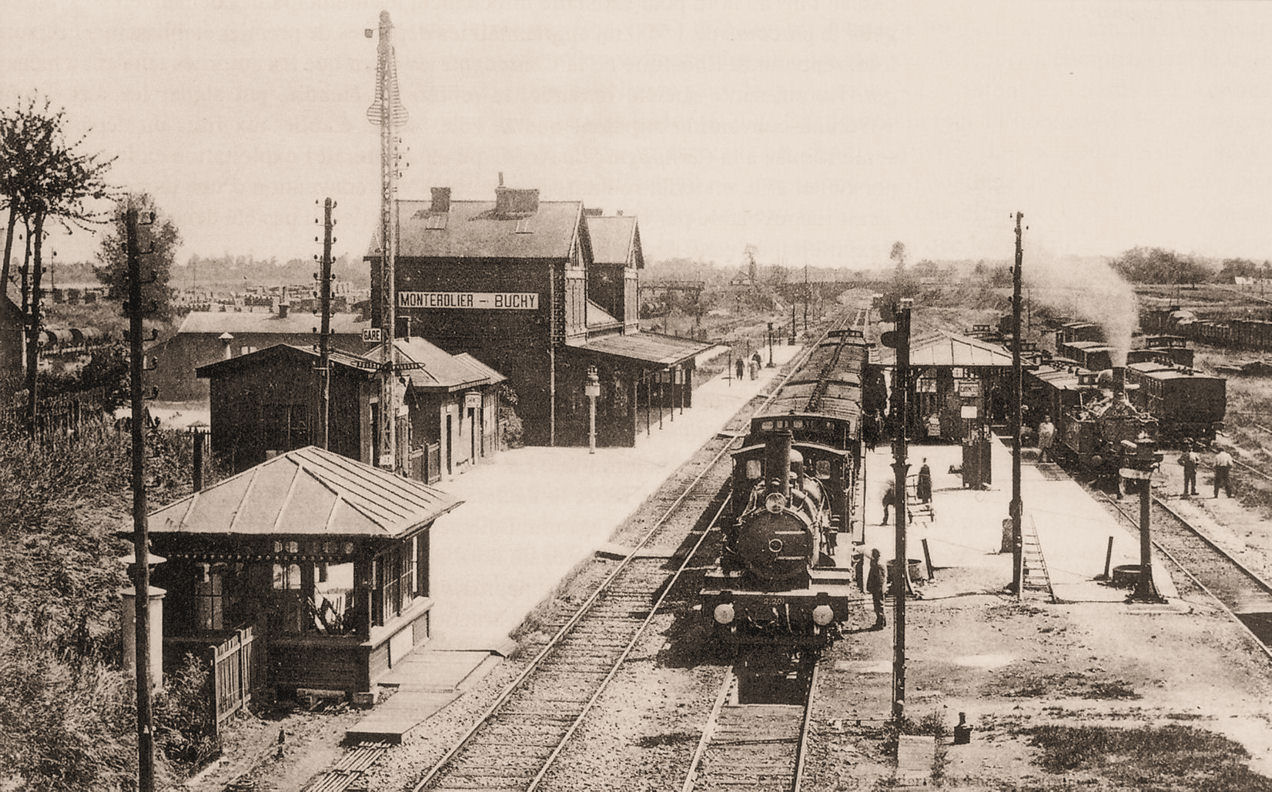
Gare de Montérolier-Buchy.

### Lieux et monuments
- Église Notre-Dame, bâtie en 1693, elle accueille jusqu’à la Révolution un pèlerinage en hommage à saint Onuphre. Le chœur abrite l'Assomption de Jean Jouvenet peint en 1713.
- Grotte de Clairefeuille (dont l'accès est interdit depuis le drame du 21 juin 1995)[24].

### Personnalités liées à la commune
- Jean de Grouchy, sieur de Montérolier (1354 - 1435), chevalier.
- Jules-François de Simony, curé de la paroisse de 1810 à 1820, puis évêque de Soissons de 1825 à 1847, fonde et subventionne une école primaire qu'il confie à la congrégation des sœurs d'Ernemont (Rouen).

### Héraldique
| Blason de Montérolier | Blason  | Parti : au 1er de gueules à deux léopards d'or armés et lampassés d'azur, l'un au-dessus de l'autre, au 2d de sinople à une église au clocher campané d'argent ; le tout sommé d'un chef d'or fretté d'azur. |
| Blason de Montérolier | Détails | Les deux léopards d'or sur champ de gueules rappellent les armes de la Normandie. L'église renvoie à l'origine du nom de la commune : Monasterio (Odilerii) « monastère, église ». Le chef est pour les armes de la famille de Grouchy. Création Hervé Hunkeler, maire, et Jean-François Binon, adoptée le 26 février 2021. |